# فتاة (فلم 2020)
فتاة (بالإنجليزية: Girl) فيلم إثارة 2020 من تأليف وإخراج تشاد فاوست. الفيلم من بطولة بيلا ثورن هي شابة تُعرف في الفيلم باسم الفتاة فقط، والتي تعود إلى مسقط رأسها بنية قتل والدها المسيء، لتكتشف أن شخصًا آخر قد قتله بالفعل عند وصولها. يضم طاقم الفيلم أيضًا فاوست وإليزابيث سوندرز وميكي رورك. تم تصوير الفيلم عام 2019 في سودبوري، أونتاريو. عرض الفيلم لأول مرة في 25 سبتمبر 2020، في مهرجان الفيلم السنوي في أوستن بولاية تكساس في الولايات المتحدة الأمريكية، وأيضًا في مهرجان ساينفست سادبوري السينمائي. صدر الفيلم في عدد محدد من دور العرض في 20 نوفمبر 2020، ومن خلال الفيديو عند الطلب في 24 نوفمبر في الولايات المتحدة.

## طاقم التمثيل
- بيلا ثورن: في دور فتاة (لا يذكر اسمها في الفيلم)
- ميكي رورك: في دور الشريف
- تشاد فاوست: في دولر ساحر
- لانيت وير: في دور بيتي
- جلين جولد: في دور ساقي الحانة
- إليزابيث سوندرز: في دور الأم
- مايكل ليبكا: في دور شاب في المدينة
- تيا لافالي: في دور أم سيئة
- جون كليفورد تالبوت: في دور الأب
- باولو مانشيني: في دور ميكانيكي
- إيما لي كولوم: في دور ابنة[6]

## أحداث الفيلم
شابة في حافلة مسافرة إلى مسقط رأسها، تتصل بوالدتها لتخبرها انها ذاهبة إلى والدها لتقتله. تنزل من الحافلة ولا تعرف وجهتها في هذه البلدة الصغيرة النائية. تعترضها سيارة العمدة الذي يعرض عليها ان يقلها إلى حيث تريد. تدخل إلى حانة صغيرة قذرة بعد ان رفضت عرض العمدة. تشرب وتسأل ساقي الحانة عن كيفية معرفة عنوان أحد سكان البلدة، تتناول دليل الهاتف لتعرف مكان سكن والدها، وتحدث المفاجأة عندما تصل إلى محل سكن والدها وهي مسلحة ببلطة حادة، لقد وجدت الأب معلق ويداه موثوقة والدماء تملأ ملابسه. تحزن الفتاة لأن هناك من سبقها لقتله. تعود أدراجها إلى الحانة بعد ان فشلت في الاتصال برقم الشرطة أو الطوارئ، ويخبرها الساقي ان شبكة الهاتف المحمول لا تصل إلى هذه المنطقة من العالم، كما يخبرها ان العمدة لا يوجد بمكتبه، ولكن يمكنها لقائه في الحانة بدون تحديد موعد. تكتشف بعد مغادرتها ان ملابسها ملوثة بالدماء، وتذهب إلى مغسلة عامة لغسل بعض ملابسها. تلتقي في المغسلة بشاب ومع الحوار تكتشف انه من قتل والدها. تستمر الأحداث في مطاردة الفتاة لمن قتل والدها وخاصة بعد ان تعرف كثيرا من حقائق عن علاقة والدها بوالدتها وأهل هذه البلدة. وتنتهي الأحداث وهي تواجه والدتها بحقيقة والدها الراحل وما تركه لها من أموال.

## استقبال الفيلم
منح موقع الطماطم الفاسدة الفيلم تقييم مقداره 64% بناء على آراء 14 ناقد.
كتب فرانك تشيك في صحيفة هوليوود ريبورتر: «الفيلم أقل إقناعًا في الدراما المليئة بالحوار مما هو عليه عندما يركز ببساطة على توفير الإثارة منخفضة التكاليف. إلى جانب معركة المغسلة الحشوية، التي تم تصويرها بشكل جيد للغاية، هناك لقاء أخير رائع بين الفتاة والعمدة يوضح أن البندقية ليست دائمًا أكثر فتكًا من الفأس».
كتبت كيت ايربلاند في موقع «اندي واير»: «تظل ثورن مقنعة طوال الوقت، إنه فيلم، للأفضل أو للأسوأ، عن فتاة تحاول شق طريقها في عالم لا يسمح لها بالتحرر، ووجد المخرج فاوست ممثلة بارعة لتجلب» فتاته«إلى الحياة القاتمة».

## وصلات خارجية
- مقالات تستعمل روابط فنية بلا صلة مع ويكي بيانات